# Encyclopédie de Yougoslavie

L'Encyclopédie de Yougoslavie (serbo-croate : Enciklopedija Jugoslavije) est une encyclopédie nationale de la République fédérative socialiste de Yougoslavie. Elle a été publiée par l'Institut de lexicographie Miroslav Krleža (en) (Zagreb) sous la direction de Miroslav Krleža. Elle est considérée comme ayant un grand intérêt pour les personnes curieuses de l'histoire et la culture de la Yougoslavie et des États qui lui ont succédé. 

## Volumes

### Première édition

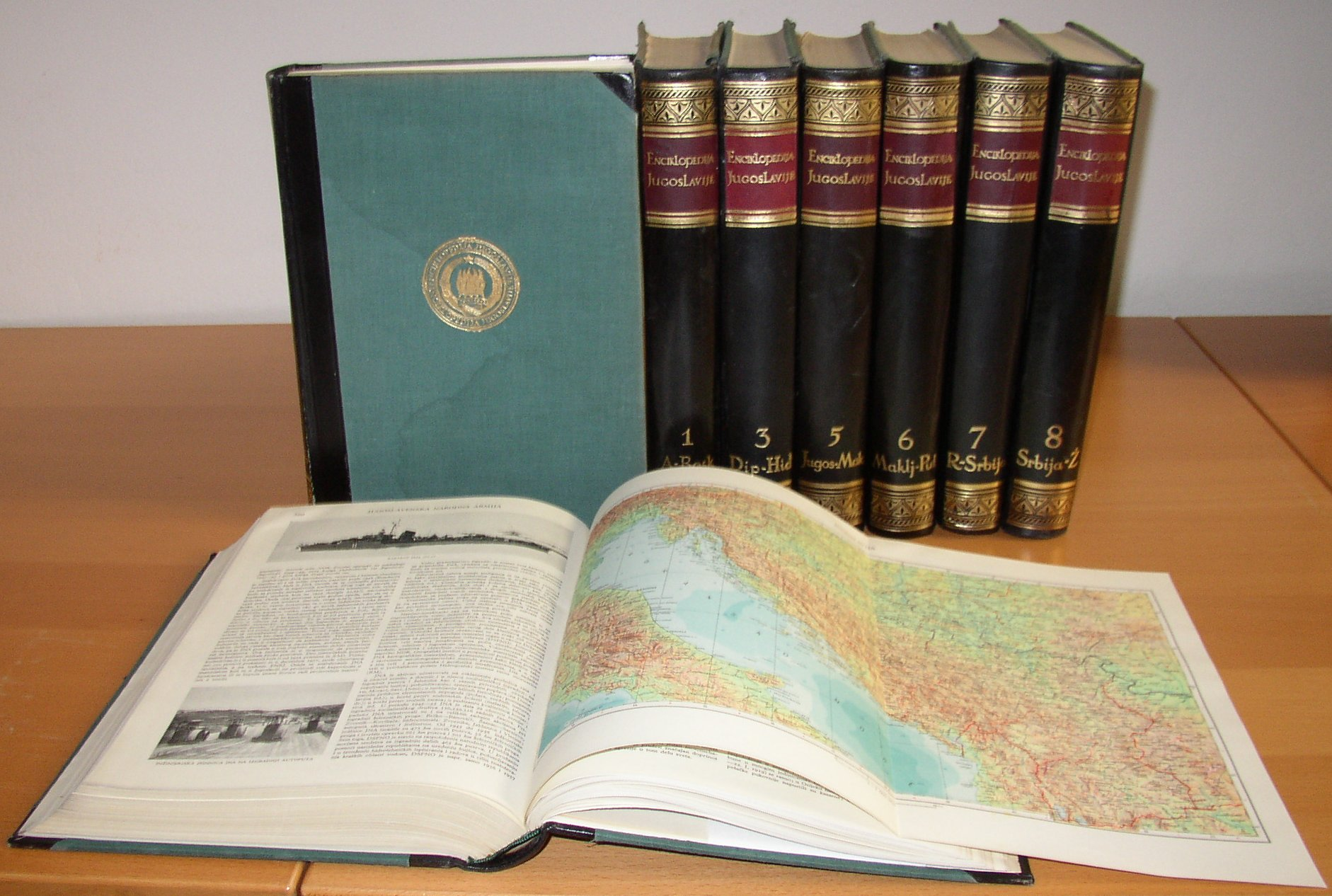
Enciklopedija Jugoslavije, 1re édition

La première édition comprend 8 volumes, parus entre 1955 et 1971. Elle a été imprimée à 30 000 exemplaires.
|   | Entrées   | Année de publication | Nombre de pages |
| - | --------- | -------------------- | --------------- |
| 1 | A-Bosk    | 1955                 | 708             |
| 2 | Bosna-Dio | 1956                 | 716             |
| 3 | Dip-Hiđ   | 1958                 | 686             |
| 4 | Hil-Jugos | 1960                 | 651             |
| 5 | Jugos-Mak | 1962                 | 690             |
| 6 | Maklj-Put | 1965                 | 562             |
| 7 | R-Srbija  | 1968                 | 688             |
| 8 | Srbija-Ž  | 1971                 | 654             |

### Seconde édition
Le travail pour la seconde édition a commencé en 1980, mais n'a pas été achevé à cause des guerres de Yougoslavie. Seuls 6 des 12 volumes prévus ont paru.
|   | Entrées  | Année de publication | Nombre de pages |
| - | -------- | -------------------- | --------------- |
| 1 | A-Biz    | 1980                 | 767             |
| 2 | Bje-Crn  | 1982                 | 776             |
| 3 | Crn-Đ    | 1984                 | 750             |
| 4 | E-Hrv    | 1986                 | 748             |
| 5 | Hrv-Janj | 1988                 | 776             |
| 6 | Jap-Kat  | 1990                 | 731             |

L'édition principale écrite en croate a été traduite en 5 autres versions suivant les combinaisons de langues et d'alphabets:
| Langue / Alphabet                  | Premier volume publié en | Volumes publiés |
| ---------------------------------- | ------------------------ | --------------- |
| Serbo-croate / alphabet cyrillique | 1983                     | 2               |
| Slovène                            | 1983                     | 4               |
| Macédonien                         | 1983                     | 2               |
| Albanais                           | 1984                     | 2               |
| Hongrois                           | 1985                     | 1               |

Les versions en macédonien et albanais étaient les premières encyclopédies publiées dans ces langues.